# Лейлер
Лейлер или Гюз махала (на гръцки: Λυκίσκος, Ликискос, до 1927 година: Λεϊλάρ, Лейлар) е обезлюдено село в Република Гърция, разположено на територията на дем Драма, област Източна Македония и Тракия.

## География
Селото е било разположено в планината Коджадаг, североизточно от Ревеня (Макриплагия) и югозападно от Рабеш (Дрепани).

## История

### В Османската империя
В началото на XX век Лейлере е турско село в Драмска кааза на Османската империя. Според статистиката на Васил Кънчов („Македония. Етнография и статистика“) в 1900 година Лейлилеръ има 120 жители турци.

### В Гърция
През Балканската война в 1912 година в селото влизат български части. След Междусъюзническата война в 1913 година Лейлер попада в Гърция.
Според гръцката статистика през 1913 година в Лейлар (Λεϊλάρ) живеят 149 души.
Селото вероятно е обезлюдено през Първата световна война. Закрито е в 1928 година.
| Година    | 1913 | 1920 | 1928 | 1940 | 1951 | 1961 | 1971 | 1981 | 1991 | 2001 | 2011 | 2021 |
| --------- | ---- | ---- | ---- | ---- | ---- | ---- | ---- | ---- | ---- | ---- | ---- | ---- |
| Население | 149  |      |      |      |      |      |      |      |      |      |      |      |